# Szigorúan egyforma szavazatváltozás
A szigorúan egyforma szavazatváltozás vagy egyenlő országos kilengés (angolul: uniform national swing – rövidítve: UNS) egy olyan módszer, amely a várható parlamenti helyek számának becslésére szolgál közvélemény-kutatások felhasználásával. A közvélemény-kutatások határozzák meg a feltételezett összesített szavazati arányokat, ami alapján az egyes választókerületekben várható eredményt, és azáltal a relatív többségi győztest meg lehet határozni (például az Egyesült Királyságban vagy Magyarországon tartott választásokon). Az egyenlő országos kilengés modell szerint a szavazati arányok változásait az előző választás óta (kilengés) állandónak feltételezzük minden választókerületben. Ha ezt a változást a korábbi, választókerületenkénti szavazati arányokra alkalmazzuk, akkor megjósolható, hogy melyik párt kapja a legtöbb szavazatot az egyes választókerületekben, majd ezeket az eredményeket összeadva kapjuk meg a végső becsült mandátumszámot.
Léteznek alternatív módszerek, mint például a szigorúan arányos szavazatváltozás (arányos országos kilengés). Peter Kellner szerint az UNS vegyes sikereket ért el az Egyesült Királyságban a mandátumok számának előrejelzésében.

## Fordítás
Ez a szócikk részben vagy egészben  az   Uniform national swing című angol Wikipédia-szócikk ezen változatának fordításán alapul.  Az eredeti cikk szerkesztőit annak laptörténete sorolja fel. Ez a jelzés csupán a megfogalmazás eredetét és a szerzői jogokat jelzi, nem szolgál a cikkben szereplő információk forrásmegjelöléseként.